# Strâmbeni (Suseni), Argeș
Strâmbeni este un sat în comuna Suseni din județul Argeș, Muntenia, România.